# Kanu Club Wiking Bochum
Der Kanu Club Wiking Bochum 1951 e. V. ist ein Kanusportverein.

## Geschichte
Der Kanu Club Wiking wurde am 20. Oktober 1951 in Bochum gegründet. Das Vereinsheim befindet sich unweit der alten Fähre Diergaardt an der Ruhr im Bochumer Stadtteil Stiepel. Der KC Wiking betreibt seit Jahrzehnten Kanurennsport und gehört zu den erfolgreichsten Kanuvereinen in Nordrhein-Westfalen.

## Erfolge

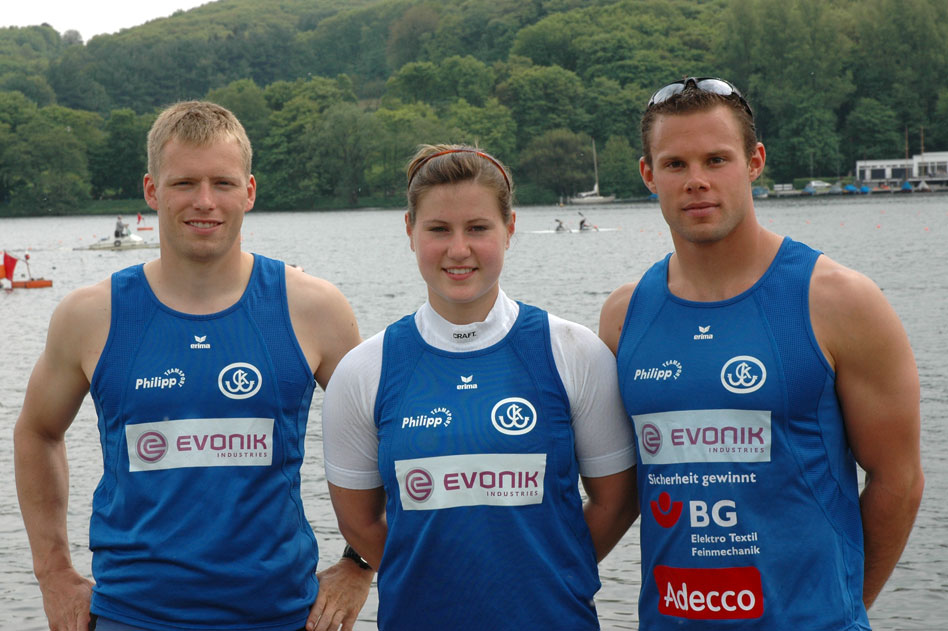
Matthias Ebhardt, Lara Daniel und Stephan Breuing

In den Disziplinen Canadier und Kajak konnten die Sportler des KCW in den letzten 30 Jahren über 70 Deutsche Meistertitel, 3 Weltmeistertitel sowie 6 Europameistertitel erringen. In den Jahren 2005–2008 stellte der Verein den Großteil der Mannschaft des Achtercanadiers der Renngemeinschaft KV-NRW, die viermal in Folge Deutscher Meister wurde. 
Zu den herausragenden Sportlern des KC Wiking gehören Ute Ulm (Europameisterin im K2, Vizeweltmeisterin im K2), Stephan Breuing (mehrfacher Welt- und Europameister im C2 und C4), Lara Daniel (Europameisterin in K4), Christopher Czech (Vizeweltmeister im C4) sowie Matthias Ebhardt (Weltmeister im C1 im Kanumarathon 2011, Vize-Europameister im C1, Bronze WM im Kanu-Marathon im C1).